# Xian de Suizhong
Le xian de Suizhong (绥中县 ; pinyin : Suízhōng Xiàn) est un district administratif de la province du Liaoning en Chine. Il est placé sous la juridiction de la ville-préfecture de Huludao.

## Démographie
La population du district était de 611 133 habitants en 1999.

## Économie
Le district de Suizhong compte une centrale électrique exploitée par Guohua Electric Power, une des cinq plus grandes compagnie d'électricité chinoises et premier extracteur mondial de charbon. L'entreprise Alstom Power Service y a signé en 2007 un contrat important pour assurer la maintenance de la centrale.